# عزت‌الله ابراهیم‌نژاد
عزت‌الله ابراهیم‌نژاد فارغ‌التحصیل رشته حقوق از دانشگاه چمران اهواز و یکی از قربانیان حمله به کوی دانشگاه تهران در ۱۸ تیر ۱۳۷۸ است. او فعالیت‌های سیاسی دیگری نیز در دوران دانشجویی داشته و دفتر شعری هم از وی پس از قتلش به چاپ رسید. عوامل قتل وی هیچگاه محاکمه نشدند و خود او پس از مرگ توسط دادگاه انقلاب متهم به اقدام علیه امنیت ملی شد.
وکالت خانواده وی را شیرین عبادی و حجت الاسلام دکتر رهامی بر عهده داشتند. در ابتدا برخی از مقامات دولتی اصلاحات از قرار گرفتن نام او در لیست شهدا خبر دادند، اما بنیاد شهید حاضر به قبول شهادت وی نشد.

## کوی دانشگاه
وی در حال گذراندن دوران سربازی در ستاد مشترک سپاه پاسداران در تهران بود که برای دیدن دوستان خود به خوابگاه کوی دانشگاه تهران می‌رود و به این دلیل در هنگام یورش به خوابگاه دانشجویان در کوی دانشگاه تهران بوده است.
برادر وی پیرامون چگونگی قتل می‌گوید:
انصار حزب‌الله عقب‌نشینی می‌کردند، نیروهای‌شان را آماده می‌کردند و دوباره حمله می‌کردند. دقیقاً جریان کشته شدن عزت را بخواهم برای‌تان بگویم باید اشاره کنم که ما کسی را که ضربه نهایی را زد، به دادگاه هم احضار کردیم اما متأسفانه دادگاه او را قبول نکرد، ولی ما همچنان بر روی حرف خودمان هستیم. زمانی که عزت را زدند، جلوی همان در اصلی کوی دانشگاه، بین دانشجوها بود. یک لحظه او را می‌کشند کنار؛ یعنی سه چهار نفر می‌ریزند روی او و بچه‌ها که از دور داشتند نگاه می‌کردند دیدند ریختند سر عزت و با باتوم و زنجیر به جانش افتادند. چون قوزک پای عزت شکسته بود، زمانی که جنازه را آوردند، ران و دقیقاً کتف و دو دست او شکسته بود، فیلم آن هم هست دقیقاً. تمام پشت بدن او همه جای زنجیر بود. دانشجوها موقعی که دیدند دارند او را می‌زنند، یک دفعه حمله کردند. متأسفانه یک‌کمی دیر عمل کردند و یکی از آن‌ها اسلحه را درآورد و دقیقاً از همان فاصله یک متری شلیک کرد به سر او که به چشم چپش اصابت کرد و وارد ناحیه مغز او شد. لحظه‌ای که این اتفاق برای او افتاد، دقیقاً ده دقیقه به هفت بود.
به گفته مصطفی تاجزاده معاون سیاسی وقت وزارت کشور ابراهیم‌نژاد در شب دوم -نوزدهم تیر- کشته شد. وی تأیید می‌کند که فیلم قتل موجود است، ولی فیلم از پشت سر ضارب گرفته شده است.

## دادگاه
خانواده وی قاتل را شناسایی و به دادگاه معرفی کردند. یکی از شاهدان قتل نیز با حضور در کمیسیون اصل نود مجلس مشاهدات خود را از قتل وی گفت. دادگاه بدون حضور خانواده عزت ابراهیم‌نژاد، همه متهمین پرونده را تبرئه کرد.
خانواده عزت ابراهیم‌نژاد همچنین از پلیس و شبه نظامیان انصار حزب‌الله نیز به دادگاه نظامی شکایت کردند که هیچ‌گاه به نتیجه نرسید و خانواده او برای عدم پیگیری قتل وی توسط نهادهای امنیتی تحت فشار قرار گرفتند.
دادگاه انقلاب هم نیروهای انصار حزب‌الله و هم عوامل پلیس را تبرئه کرد و تنها یک سرباز به دلیل دزدیدن ریش‌تراش محکوم شد.
خود او پس از مرگ، توسط دادگاه انقلاب، به‌دلیل شرکت در اعتراضات، سنگ شعار دادن و مقاومت علیه نیروهای انصار حزب‌الله، به اقدام علیه امنیت ملی محکوم گردید.
انتشار مطلبی توهین‌آمیز در وبلاگ شخصی مسعود ده‌نمکی باعث شد خانواده عزت ابراهیم‌نژاد برخی اطلاعات خود پیرامون قتل وی را منتشر کنند که حاکی از دست داشتن ده‌نمکی و مهدی صفری‌تبار، پسر امام جمعه اسلامشهر در قتل وی است:
در ۱۸ تیر ۱۳۷۸، عزت را شبانه و تک‌وتنها به گوشه‌ای کشاندی و با ضربات چاقو، زنجیر خودت و دوستانت، عزت را از پا درآوردی و در نهایت با تیر خلاص مهدی صفری‌تبار پسر امام جمعه اسلامشهر (فرمانده سپاه) که در شقیقه و چشم چپ عزت وارد کرد او را از پای درآوردید… هر چند که ما تک و تنها بودیم و هستیم و زورمان نرسید که شما را به پرونده دادگاه ۱۸ تیر بکشانیم ولی مطمئن باش خداوند، تو را به دادگاه خودش خواهد کشید و دیگر آنجا نه رهبری هست و نه سپاهی و نه دیگر کسی که تو را تبرئه کند.